# Dimeria monostachya
Dimeria monostachya là một loài thực vật có hoa trong họ Hòa thảo. Loài này được Reeder mô tả khoa học đầu tiên năm 1948.